# Vorarlberger Literaturstipendium
Das Vorarlberger Literaturstipendium wird seit 1989 von der Kunstkommission Literatur des Landes Vorarlberg vergeben.

## Geschichte
2013 wurden anstelle eines Hauptpreises fünf Arbeitsstipendien vergeben.
Seit 2014 lautet der offizielle Name der Auszeichnung Literaturpreis des Landes Vorarlberg.
Bis 2019 wurde der Preis jährlich, seither alle zwei Jahre verliehen. 

## Preisträgerinnen und Preisträger
|    | Jahr | Hauptpreis            | Arbeitsstipendium                                                                           |
| -- | ---- | --------------------- | ------------------------------------------------------------------------------------------- |
| 01 | 1989 | Monika Helfer         |                                                                                             |
| 02 | 1990 | Wolfgang Hermann      |                                                                                             |
| 03 | 1991 | Rainer Ganahl         |                                                                                             |
| 04 | 1992 | Christian Futscher    |                                                                                             |
| 05 | 1993 | Ricarda Bilgeri       |                                                                                             |
| 06 | 1994 | Wolfgang Mörth        |                                                                                             |
| 07 | 1995 | Susanne Alge          |                                                                                             |
| 08 | 1996 | Gerhard Jäger         |                                                                                             |
| 09 | 1997 | Verena Steiner        |                                                                                             |
| 10 | 1998 | Christine Hartmann    |                                                                                             |
| 11 | 1999 | Arno Geiger           |                                                                                             |
| 12 | 2000 | Norbert Mayer         |                                                                                             |
| 13 | 2001 | Udo Kawasser          |                                                                                             |
| 14 | 2002 | Paula Köhlmeier       |                                                                                             |
| 15 | 2003 | Stephan Alfare        |                                                                                             |
| 16 | 2004 | Gabriele Bösch        |                                                                                             |
| 17 | 2005 | Verena Roßbacher      |                                                                                             |
| 18 | 2006 | Christian Futscher    |                                                                                             |
| 19 | 2007 | Christina Zoppel      |                                                                                             |
| 20 | 2008 | Raimund Jäger         |                                                                                             |
| 21 | 2009 | Anna-Elisabeth Mayer  |                                                                                             |
| 22 | 2010 | Wolfgang Bleier       |                                                                                             |
| 23 | 2011 | Nadja Spiegel         | Rainer Juriatti für »Späte Dämmerung«                                                       |
| 24 | 2012 | Udo Kawasser          | Nadine Kegele für »Nachteulen« und »Nachts im Baumhaus vor morgens«, Lisa Spalt für »Dings« |
| 25 | 2013 |                       | Lisa Spalt, Maya Rinderer, Jürgen-Thomas Ernst, Linda Achberger und Anni Mathes             |
| 26 | 2014 | Stephan Alfare        | André Pilz                                                                                  |
| 27 | 2015 | Christoph Linher      | Jürgen Thomas Ernst und Carolyn Amann                                                       |
| 28 | 2016 | Gabriele Bösch        | Petra Nachbaur                                                                              |
| 29 | 2017 | Sarah Rinderer        | Michael Vögel                                                                               |
| 30 | 2018 | Christina Walker      | Carolyn Amann                                                                               |
| 31 | 2019 | Carolyn Amann         | Mathias Müller und Nils Nußbaumer                                                           |
| 32 | 2021 | Petra Pellini-Forcher | Nils Nußbaumer und Ingrid Maria Kloser                                                      |
| 33 | 2023 | Mathias Müller        | Manon Hopf, Nadine Kegele und Ingrid Maria Kloser                                           |
| 34 | 2025 | Tobias March          | Isabell Natter, Bianca Tschaikner und Merlin Sebastian Miller                               |